# Everett Case
Everett Norris Case (Anderson, 21 giugno 1900 – Raleigh, 30 aprile 1966) è stato un allenatore di pallacanestro statunitense, membro del Naismith Memorial Basketball Hall of Fame dal 1982.

## Carriera
Ha allenato la North Carolina State University dal 1946 al 1964. In precedenza, nel corso degli anni venti e trenta aveva guidato la Frankfort High School.